# Manuel Jiménez Ramírez
Manuel Jiménez Ramírez (9 de junio de 1919 – 4 de marzo de 2005) fue un tallador, escultor y pintor mexicano, reconocido por ser creador de la versión oaxaqueña de las tallas de madera de animales fantásticos llamados alebrijes, figuras de animales con diseños elaborados y pintadas con varios colores. Comenzó a crear figuras de animales en arcilla desde temprana edad y después se interesó por el tallado de madera, creando figuras humanas, escenas del nacimiento de Jesús, máscaras y sus primeras tallas de animales fantásticos. Su trabajo se encuentra en colecciones públicas y privadas en todo el mundo, principalmente en los Estados Unidos, Asia y Europa.[cita requerida]

## Datos biográficos
Jiménez Ramírez nació en San Antonio Arrazola, población que se encuentra unos 16 km al sureste de Oaxaca de Juárez, ciudad capital del estado de Oaxaca. Comenzó con figuras de animales con arcilla a la edad ocho años, y después aprendió a tallar madera. Fue una persona carismática, dedicada a sus estudios en filosofía y creía que él era la reencarnación de un artista. Lo apodaban "El Divino", y varios de sus vecinos lo consideraban de ascendencia nahual. También lo consideraban una especie de curandero (nahual), y llevaba a cabo varias actividades en su pueblo.
A lo largo de su vida tuvo también otras actividades, como cortar cañas de azúcar en los estados de Veracruz y Oaxaca, fue vigilante de las exploraciones en Monte Albán, fue albañil, tejedor de canastas y estilista, entre otras cosas. Murió a los 85 años, en su pueblo natal.

## Tallado de madera

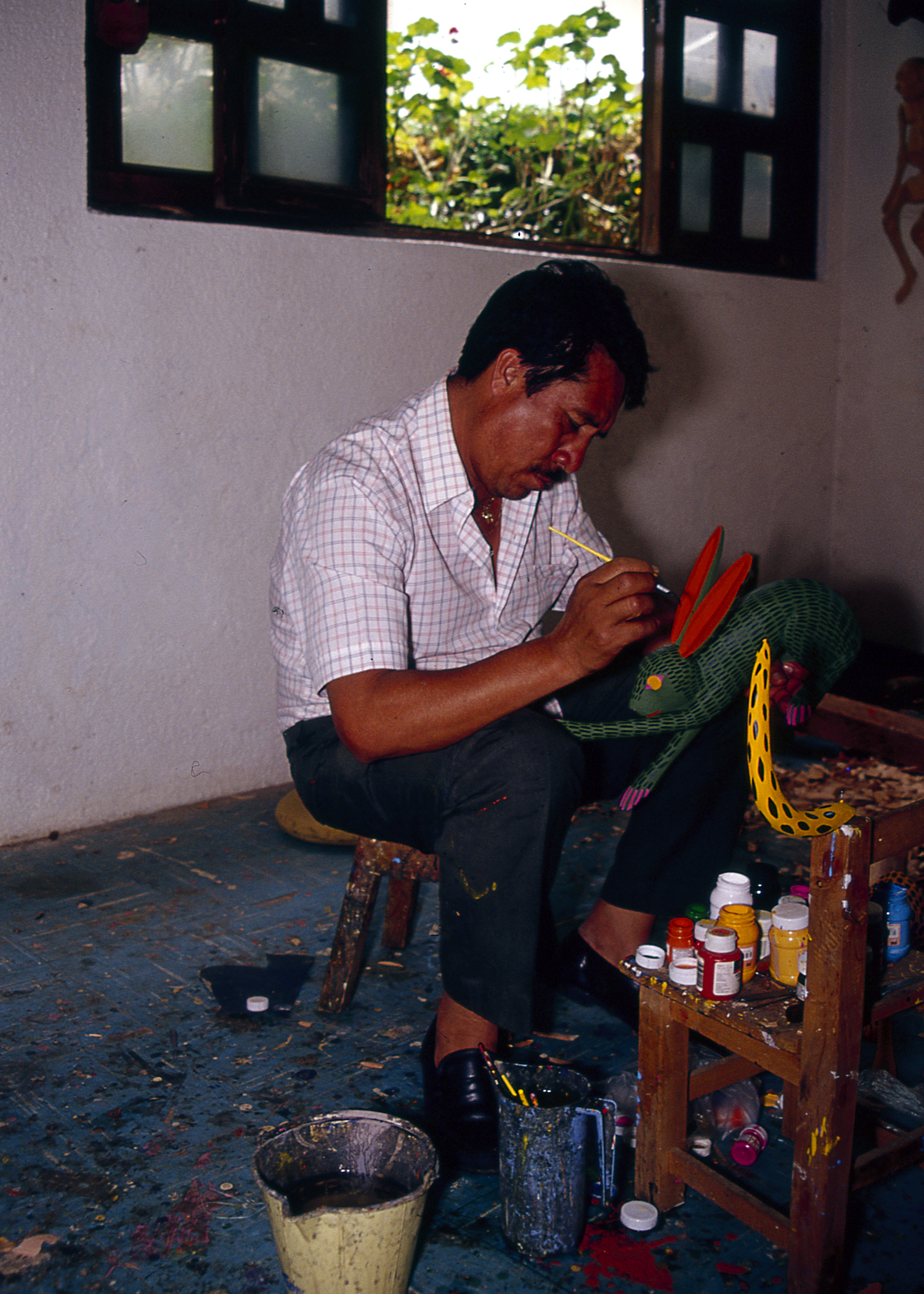
Angelico Jiménez, hijo de Manuel, en el taller familiar.

A Jiménez Ramírez se le considera el creador de la versión oaxaqueña de los alebrijes. Los alebrijes son criaturas fantásticas hechas de cartón y pintadas con colores brillantes y fueron creadas por Pedro Linares López, en la Ciudad de México. Las versiones oaxaqueñas son hechas de madera, con figuras de la tradición nahual. Jiménez Ramírez también se caracterizaba por añadir cabello y barba hechos de ixtle, como una referencia más de su origen nahual. El artesano jamás enseñó su técnica a personas ajenas a su propia familia; sin embargo, para 1980 otros comenzaron a imitar sus obras y estilo, lo cual eventualmente atrajo más turistas a la zona.
Aunque Jiménez Ramírez es conocido por sus alebrijes, entre sus obras también se encuentran figuras humanas, objetos religiosos y máscaras, especialmente de animales. Llegó a hacer altares, nacimientos y escenas de la vida cotidiana a gran detalle, con un gran sentido de fantasía y libertad artística.
Jiménez Ramírez trabajaba el copalillo, zompantle, palo de águila y cedro. Los dos primeros los adquiría en su localidad y los otros los compraba a proveedores en Valle Nacional e Istmo de Tehuantepec. Escogía piezas de madera, usualmente medianas y grandes, con la idea de lo que iba a tallar en mente, para aprovechar mejor el tamaño y forma de la madera. Sus principales herramientas eran el machete y cuchillos. Para las partes que requerían mayor detalle como las orejas o colas, las tallaba por separado y luego las añadía a la pieza principal. También se dedicó a pintar piezas para fines comerciales.
Su trabajo como artesano se encuentra en colecciones públicas y privadas en todo el mundo, especialmente en museos de los Estados Unidos, Asia y Europa. Fue nombrado como “Gran Maestro” del folclor mexicano por el Fomento Cultural Banamex. A lo largo de su vida y después de su muerte Manuel Jiménez Ramírez ha obtenido gran cantidad de reconocimiento provenientes de todas partes del mundo, donde se le reconoce como el creador de las tallas de madera animales fantásticos y "Gran Maestro del Arte".[cita requerida]

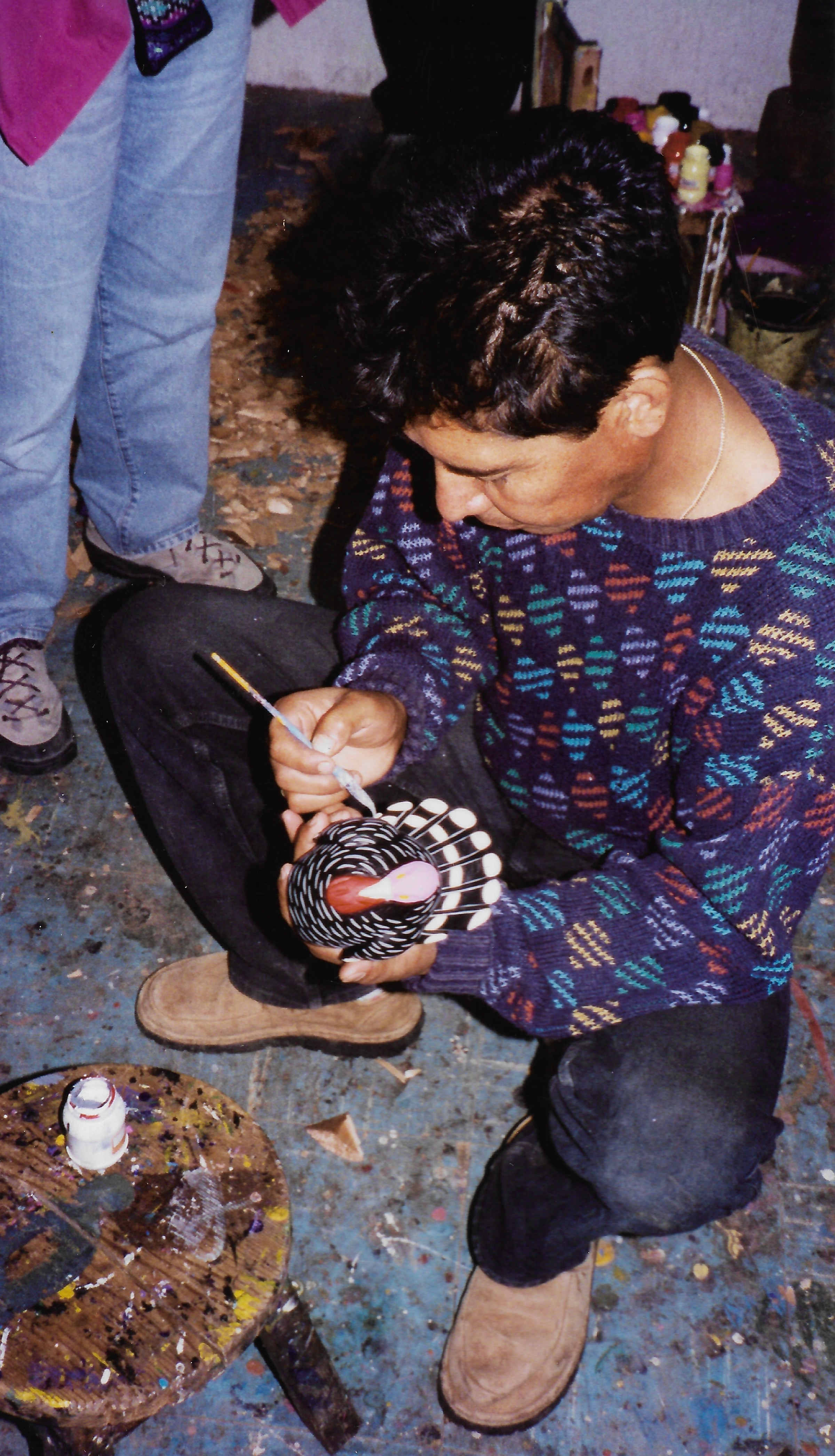

## Herencia
Sus hijos Angélico (nacido en 1954) e Isaías (nacido en 1961) continúan los pasos de su padre, trabajando para salvaguardar una tradición que ellos consideran como propia. Angélico ha trabajado como tallador, escultor y pintor desde los 12 años e Isaías desde los 15 años. Ambos tienen su taller donde son asistidos por sus esposas e hijos.
- Wikimedia Commons alberga una categoría multimedia sobre Manuel Jiménez Ramírez.